# تل قلعه آویز
تل قلعه آویز مربوط به دوره ساسانیان است و در شهرستان فراشبند، بخش مرکزی، دهستان آویز، ۵۰۰ متر بعد از روستای آویز بطرف کازرون، سمت راست واقع شده و این اثر در تاریخ ۱۵ دی ۱۳۸۷ با شمارهٔ ثبت ۲۴۲۰۵ به‌عنوان یکی از آثار ملی ایران به ثبت رسیده است.